# Hippolyte-Marie Crouan
Pour les articles homonymes, voir Crouan.
Pour les autres membres de la famille, voir Famille Crouan.
Hippolyte-Marie Crouan, né à Brest le 1er frimaire an XI (22 novembre 1802) et mort le 4 juin 1871 dans la même ville, est un pharmacien et botaniste français.

## Biographie
Hippolyte Crouan est le fils d'Étienne-Florent Crouan, fournisseur de la marine, qui était connu à Brest au moment de la révolution sous le nom de Crouan-Chandelle, le frère cadet de Pierre-Louis Crouan et le cousin germain de l'armateur nantais René-Denis Crouan (1806-1891),.
Diplômé de l'École supérieure de pharmacie, il devient pharmacien à Paris en 1829, après s'être perfectionné dans l'officine de son frère. Il réalise des travaux de botanique, mycologie et phycologie.
Il est membre de la Société botanique de France et de la Société nationale des sciences naturelles et mathématiques de Cherbourg.
Il meurt le 4 juin 1871, quelques mois avant son frère.

## Galerie

Quelques planches de l'alguier
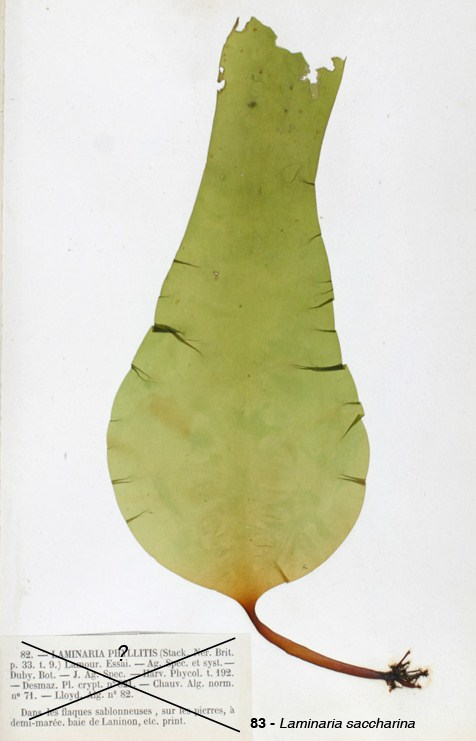
Laminaria saccharina
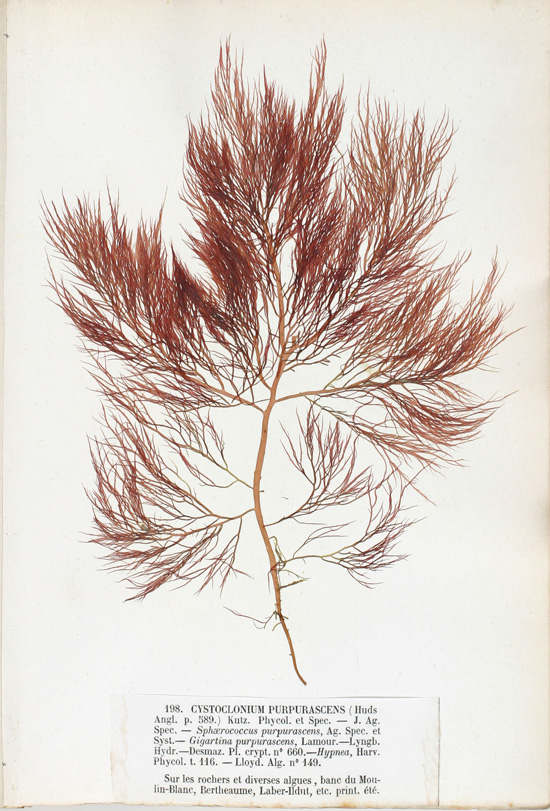
Cystoclonium purpurascens
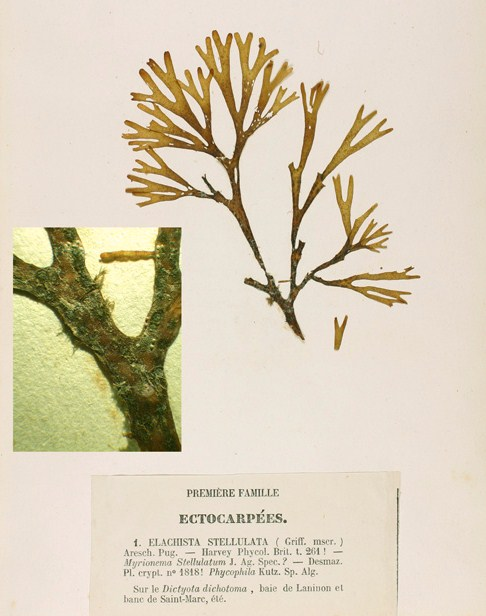
Elachista stellulata
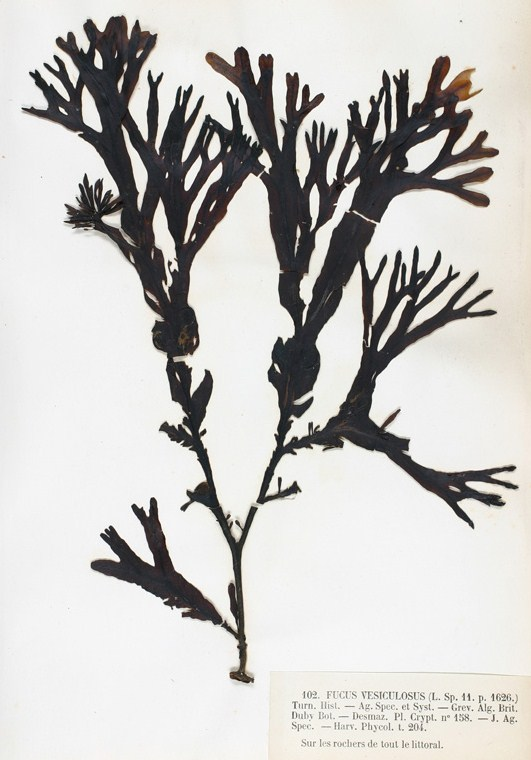
Fucus vesiculosus'
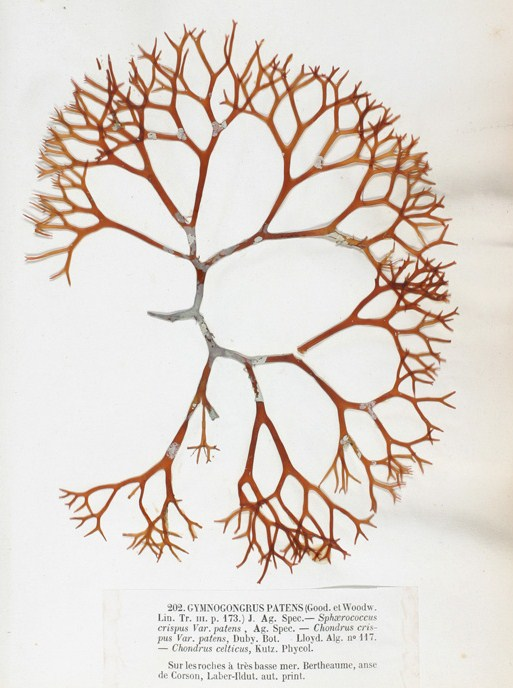
Gymnogongrus patens

## Publications

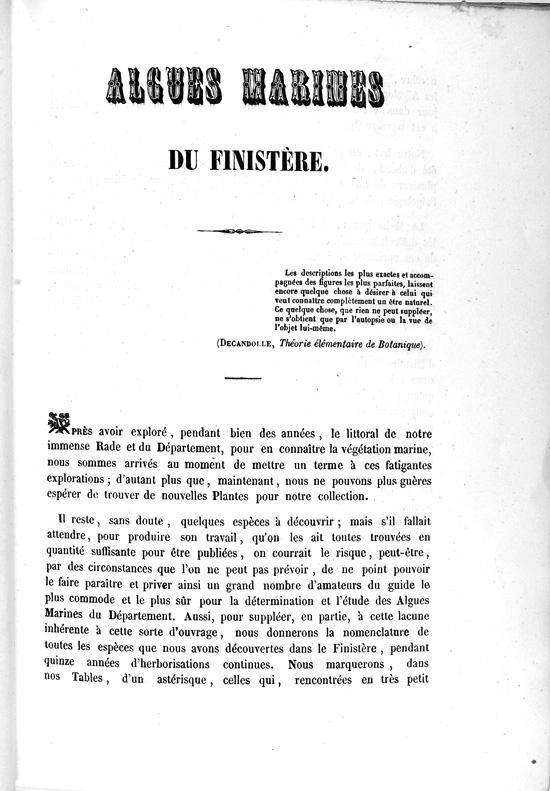
Préface de l'"Alguier des frères Crouan" (exemplaire numérisé de l'université de Bourgogne)

Les frères Crouan ont toujours signé ensemble leurs publications, il n'est donc pas possible de distinguer le travail de Pierre de celui d'Hippolyte. Néanmoins chacun des deux frères est considéré comme autorité taxinomique à part entière et chacun à sa propre abréviation en botanique.

## Sources
- A.-H. Dizerbo, Les frères Crouan, botanistes et pharmaciens brestois  Les Cahiers de l'Iroise n°5 - 1955, p 36
- Charles Armand Picquenard, Études sur les collections botaniques des frères Crouan, 1912
- Les Frères Crouan sur Wiki-Brest